# 슨제레이

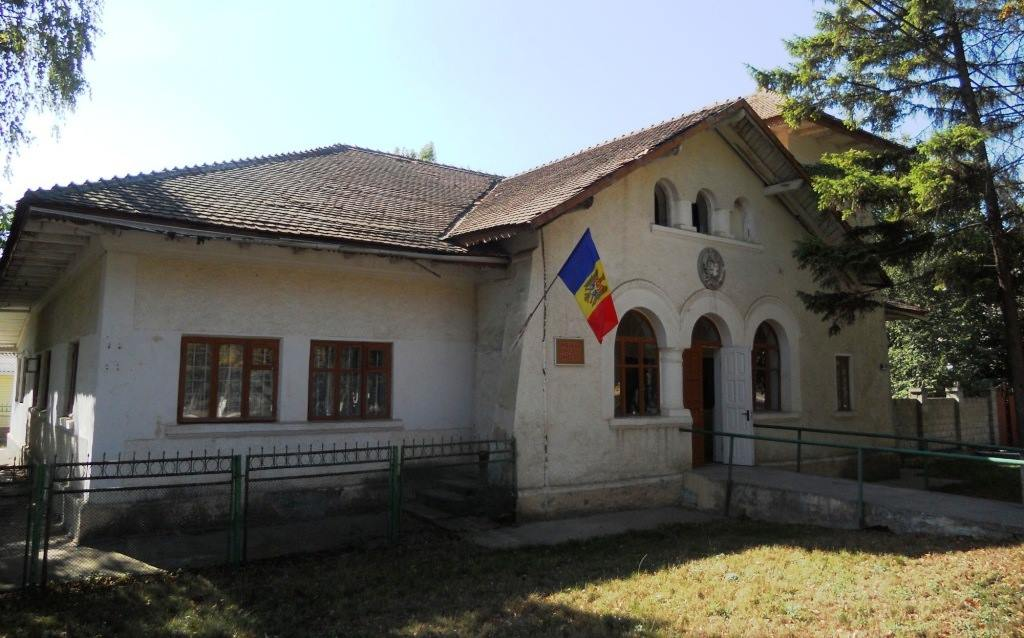

슨제레이(루마니아어: Sîngerei)는 몰도바의 도시로 슨제레이 구의 행정 중심지이며 인구는 15,300명(2012년 기준)이다.